# Waldighofen
Waldighofen (offiziell und deutsch; französisch auch Waldighoffen, elsässisch Wàldighoffe) ist eine französische Gemeinde mit 1555 Einwohnern (Stand 1. Januar 2022) im Département Haut-Rhin in der Region Grand Est (bis 2015 Elsass). Sie ist Mitglied des Gemeindebundes Sundgau.

## Geografie
Die Gemeinde Waldighofen im Sundgau liegt an der Ill, 14 Kilometer südöstlich von Altkirch. Nachbargemeinden sind Illtal im Norden, Steinsoultz im Osten, Roppentzwiller im Süden sowie Riespach im Westen. Waldighofen besaß einen Bahnhof an der Bahnstrecke Altkirch–Ferrette. Ab 1915 zweigte im Bahnhof die Bahnstrecke Waldighofen–Saint-Louis ab, diese wurde 1960 stillgelegt.
Waldighofen ist kein typisches Sundgauer Fachwerkdorf, sondern weist eher partiell kleinstädtische Züge auf.

## Geologie
Waldighofen liegt im lössbedeckten Sundgauer Tertiärhügelland im Bereich der unter der Lössdecke lagernden Sundgauschotter. Diese sind die Hinterlassenschaft einer einst (im Pliozän und Altpleistozän) über Doubs, Saône und Rhône zum Mittelmeer entwässernden Ur-Aare. Unter den die oberen Talhänge bildenden Sundgauschottern liegen die sandig-mergeligen Schichten der oligozänen Elsässer Molasse (Molasse alsacienne).
|  |  |

## Geschichte
Ersterwähnung 1198 als Waltenchoven. Die Ortsnamenendung -i(n)ghofen könnte auf eine Gründung bereits zur Zeit der alemannischen Landnahme hinweisen – also auf einen Ort namens Waldingen mit der typischen alemannischen -ingen-Endung, in fränkischer Zeit wurde dann – was häufig geschah – die -hofen Endung angefügt.
Bis 1324 gehörte der Ort zur Grafschaft Pfirt und kam dann durch die Heirat der Johanna von Pfirt mit Herzog Albrecht II. von Österreich an Habsburg. Im Westfälischen Frieden 1648 ging der Ort mit dem ganzen elsässischen Besitz der Habsburger an die französische Krone. Von 1871 bis 1918 gehörte Waldighofen zum Reichsland Elsass-Lothringen.
Im Ort stand einst das Schloss der Herren von Eptingen und möglicherweise ein weiteres, das der Herren von Ramstein, später der Herren Planta von Wildenberg. Archäologisch konnte allerdings nur ein Schloss nachgewiesen werden, sodass man eher von nur einem, von beiden Geschlechtern bewohnten Wasserschloss ausgeht. Das Schloss wurde während der Revolution von 1789 abgetragen. 1444 war im Eptinger Schloss der Dauphin (Thronfolger, Erbprinz), der spätere französische König Ludwig XI., einquartiert. Er war der Anführer der Armagnaken, die, von den Habsburgern gegen die Eidgenossen und die (damals noch nicht eidgenössischen) Basler herbeigerufen, die Gegend heimsuchten. Die Basler verwüsteten daraufhin 1445 nicht nur das Schloss der habsburgtreuen Eptinger und Ramsteiner, sondern den ganzen Ort. Weitere Heimsuchungen brachte der Dreißigjährige Krieg, u. a. durch die Plünderung durch kaiserliche Truppen und der Durchzug der Koalitionstruppen 1813.
Im 19./20. Jahrhundert war Waldighofen Industriestandort. 1856 richteten E. Lang und J. Bloch in der Mühle eine Weberei ein, die um 1890 vergrößert wurde. 1870 waren 550 Webstühle in Betrieb. Wegen der Annexion des Elsass durch Deutschland 1871 verlagerte sich die Firma vorübergehend nach Nancy. 1992 wurde die Produktion eingestellt. Der Schornstein von 1887 überragt heute die Industriebrache. Waldighofen war fast ein halbes Jahrhundert Knotenpunkt zweier Lokalbahnen, die der Linie Altkirch-Pfirt (1892 – 1962) und die der Linie St. Louis-Waldighofen (1915 – 1960).

## Bevölkerungsentwicklung
| Jahr      | 1962 | 1968 | 1975 | 1982 | 1990 | 1999 | 2007 | 2018 |
| Einwohner | 936  | 967  | 1039 | 1017 | 1048 | 1178 | 1412 | 1538 |

## Bauwerke
In die neugotische Kirche von 1905 wurden Schiff und Chor der mittelalterlichen Dorfkirche als rechtes Seitenschiff integriert. Aus der alten Kirche ist ein spätgotisches Sakramentshäuschen erhalten. Barockaltar von 1746. Kreuzwegstationen von Martin Feuerstein.
Einige Fachwerkbauten aus dem 18. und 19. Jahrhundert. Das Haus Nr. 20 an der Rue de Bâle noch in der altertümlichen Ständerbauweise mit unregelmäßigem Fachwerk. Das Dach neu. - Dagegen in der neueren Stockwerkbauweise das benachbarte Haus Nr. 13 von 1758 mit einem eher auf Symmetrie bedachtem Fachwerk und mit einer auf den verlängerten Deckenbalken des Erdgeschosses ruhenden Laube. Rautenmuster im Giebel.

## Persönlichkeiten
- Beatus Albrecht von Ramstein (1594–1651), Fürstbischof von Basel 1646–1651
- Nathan Katz (1892–1981), deutsch-französischer Dichter, ist in Waldighofen geboren.